# Maya Dunietz

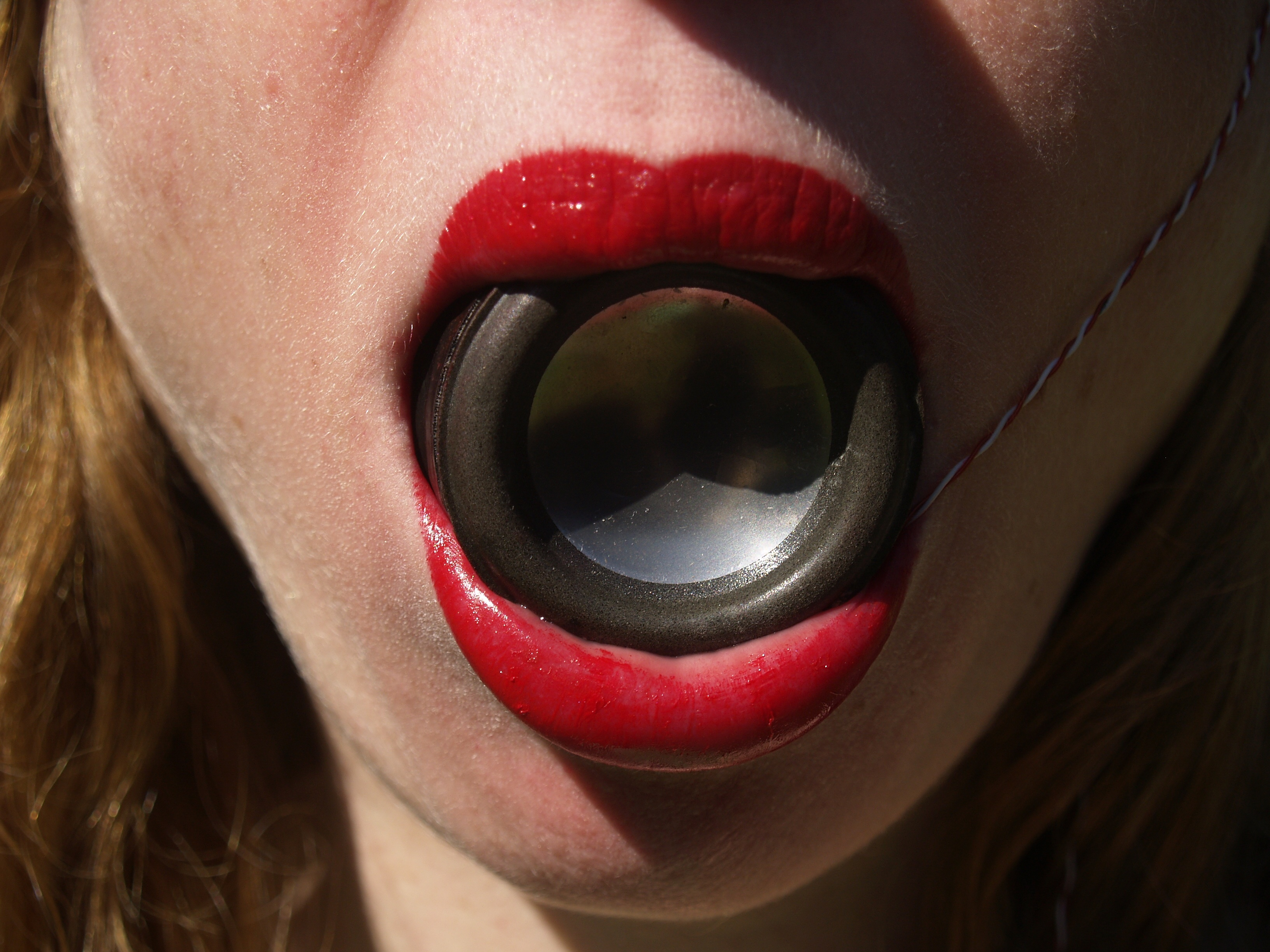
Maya Dunietz dans Put It In My Mouth, 2005 / Photo de Dana Dunietz

Maya Dunietz (en hébreu: מאיה דוניץ; née le 16 avril 1981 à Tel-Aviv) est une musicienne et artiste de renommée internationale. Elle combine une carrière solo avec de nombreuses collaborations avec des musiciens, tels que : Emahoy Tsegué-Maryam Guèbrou, Roscoe Mitchell, John Tilbury, Habiluim et bien d’autres. Ses œuvres sont exposées au Centre Pompidou à Paris, à Athènes Onassis Centre, au Frac Paca, et au CCA Tel Aviv.

## Formation musicale et début de carrière
Dunietz commence le piano à l'âge de 5 ans avec Jenina Lobenberg. Elle apprend également la flûte avec Moshe Epstein, et le solfège avec Lev Kogan. À l'âge de 10 ans, elle prend ses premiers cours de composition avec Keren Rosenbaum. Il lui fait découvrir l’univers de l'expérimentation sonore et cela marque le début de leur longue et fructueuse collaboration entre eux et avec son Reflex Ensemble. Entre 1993-2006 Dunietz étudie le piano avec Naomi Lev, Daniel Gortler, Yaron Godfried, Ofer Bryer, Amit Golan et Alexander Volkov.
Dunietz suit une formation à l’École des Beaux-Arts de Thelma Yellin en se spécialisant en piano jazz. Elle en sort diplômée en 1998. Durant cette période, elle se produit avec divers projets, dont Reflex Ensemble, Jérusalem Salsa Band, Avram Felder Big Band et Bat Kol Choir. À 16 ans, Dunietz voyage en Côte D'Ivoire en tant que jeune représentante israélienne de la Jeunesses Musicales d’une convention internationale de musique. Elle y rencontre le maître de mbira, chanteur et auteur-compositeur Chiwoniso Maraire qui devient son ami et collaborateur artistique jusqu'à la mort de Maraire en 2013.
En 1999, Dunietz s’inscrit à la New School for Jazz et musique contemporaine de New York. Elle s’y produit aux côtés de divers artistes dont Aaron Dugan, Shahzad Ismaily, Suzi Ibara, Ikue Mori, Mary Halverson, Daniel Zamir, John Zorn, Shanir Ezra Blumenkranz, Zeena Parkins et d'autres. La même année, elle joue pour le Ballet Mécanique de George Antheil avec le New York Shakespeare Theatre Company au Hamptons Shakespeare Festival, part en tournée dans le Sud-Ouest en duo avec l'auteur Yehonatan Geffen et donne des récitals solo à travers le continent.
En 2005, Dunietz entre au Conservatoire Royal de La Haye, Pays-Bas, et y étudie la composition avec Gilius van Bergeijk. Elle apprend à utiliser les immenses murs de synthé analogiques du Studio1 et commence sa découverte de la musique électronique. Au cours de cette année, Dunietz composée Tzutzik - pour le New Ensemble, Amsterdam; Exercice 1, solo pour clarinette en deux mouvements; Put It In My Mouth, une pièce électro-acoustique pour laquelle elle construit son premier objet d'installation performatif - un petit haut-parleur qui se place dans la bouche de l'interprète et lui permet de réaliser la composition sonore électronique.
Maya Dunietz est la sœur de KerenDun, la chanteuse du groupe israelien Buttering Trio.

## Givol Choir
Givol Choir participe à la production de Garinim, une pièce de théâtre expérimentale réalisée par Ariel Efraim Ashbel. La pièce reçoit le prix du meilleur spectacle et de la meilleure musique au Festival Acco 2003 du théâtre alternatif israélien. Le duo réalisateur-compositeur Ashbel et Dunietz poursuivent leur collaboration et créent nombreuses pièces de théâtre, performances et installations artistiques qui tournent à l’international.

## Groupes de musique
Depuis 2000, Dunietz se produit dans divers groupes de musique, en tant que membre à part entière ou comme chanteuse invitée/musicienne/arrangeuse musicale. Parmi ses projets y figurent : the Midnight Peacocks, Eatliz, Boom Pam, Oy Division, Pezz, Malox, Rona Keinan, Noam Rotem, Cheveu et Habiluim - groupe avec lequel elle joue jusqu’à leur séparation en 2014.
Entre 2000-2003, Dunietz part en tournée au Mozambique, en Angola, au Zimbabwe et en Scandinavie avec the Women’s Voice project dirigé par Malika Makouf Rasmussen. Pendant cette expérience, elle découvre le concept du joik - une forme unique d'expression culturelle du peuple Sami dans Sápmi, Europe du Nord. Un joik est l'évocation ou la représentation d'une chose par la voix (par opposition à une chanson qui, elle, porte un discours sur cette chose). Ce concept influence profondément Dunietz et résonne aujourd’hui dans son travail.

## Improvisation libre et musique expérimentale
En 2004, Dunietz commence une nouvelle pratique musicale : l’improvisation libre. Les valeurs que cette pratique véhicule l’influence profondément. Elle se rapproche du clarinettiste, peintre et poète Harold Rubin et commence une collaboration avec lui qui dure jusqu'à sa mort, en 2020. Le duo est accueilli au Left Bank à Tel-Aviv, où ils jouent des centaines de concerts d'improvisation et collaborent avec de nombreux artistes locaux et internationaux. Le duo se produit également à la FMP Total Meeting Musique à Berlin. Dunietz enregistre par la suite deux albums de musique d'improvisation libre - un en trio avec Yoni Argent et Harold Rubin (Mono Musical Suite pour Trois Musiciens Maniaques), et un autre avec John Edwards et Steve Noble (Cousin It). Dunietz continue à donner des concerts d'improvisation libre dans le monde entier aux côtés de divers musiciens, tels que : Evan Parker, Eddie Prévost, John Tilbury, Alvin Curran, Ghédalia Tazartès, Lori Goldstone, Fritz Welch, Michelle Guay, Okkyung Lee, Tom White, Nino Biton et le Magreb Orchestra, Jewlia Eisenberg, Shahad Ismaily, Toychestra Etats-Unis, David Moss, Bari Saharof, Rami Fortis, David Broza, Boom Pam, Steve Noble, Yedo Gibson, Marcio Mattos, Yuka Yamamoto, Shanir Ezra Blumenkranz, Mike Patton, John Butcher, Ilan Volkov, Aaron Dugan, Matisyahu, Assif Zahar, Ravid Kahalani, Desert Blues, Guillaume Villtard, Neil Davidson, Johnny Chang, Ana-Maria Avram, Hildur Gudnsadottir, Stephen O'Malley, Iancu Dumitrescu, Oren Ambarchi, Daniel Higgs, Steve Beresford, Veryan Weston, Tania Chen et bien d’autres.

## Compositions
Dunietz compose des solos, des œuvres pour chœur, pour ensemble, pour orchestre et des œuvres électro-acoustiques. Elle utilise différentes techniques d'écriture comme les partitions graphiques, ou encore des partitions qui incluent du texte. Dans ses compositions, elle explore les micro-tonalités, les harmoniques naturelles, et les partitions libres. Elle est constamment à l’affût de nouveaux outils et techniques de composition.
Dunietz reçoit des commandes et est jouée par Saar Berger (Ensemble Modern), Ansamblu Hyperion La Ateneul Roman, Reflex Ensemble, Meitar Ensemble, The Tel Aviv Art Ensemble, Bat Kol Choir, The New Ensemble, 21st Century Ensemble, Mannheim Festival, The GIO, The East-West Orchestra, Shalem Broken Instrument Orchestra, Tectonics Festival Iceland, The Voice Studies tape series, et bien d’autres.
Parmi ses récentes compositions figurent: Hai Shirim - un cycle de chanson 18 chansons pour chœur et ensemble en arabe, Dream Figaro - une pièce solo pour cor français, Broken - pour un orchestre d'instruments cassées et orchestre normal, et Chikos - une pièce performative créée en collaboration avec Ariel Efraim Asbel pour deux interprètes, deux violoncelles et un piano. Dunietz compose pour des pièces de théâtre et des films, dont Zamach, un film de l'artiste Yael Bartana qui a fait sa première à la Biennale de Venise 2011 et pour lequel elle a composé un morceau pour une chorale d'enfants.
En 2010, Dunietz joue en tant que pianiste et flûtiste dans un concert d'ensemble composé par Iancu Dumisterscu et Ana Maria Avram. Elle est grandement touchée par leur musique. Une profonde amitié se tisse entre eux à la suite de cet événement. Dumitrescu et Avram invitent Dunietz à composer pour l’ensemble Hyperion et à jouer dans leur groupe (Olive Tree, 2011, au George Enescu Festival, Bucarest, God Ink, 2012, lors de la tournée UE de l’ensemble Hyperion). Elle joue aussi dans l'ensemble à diverses occasions.

## Expositions

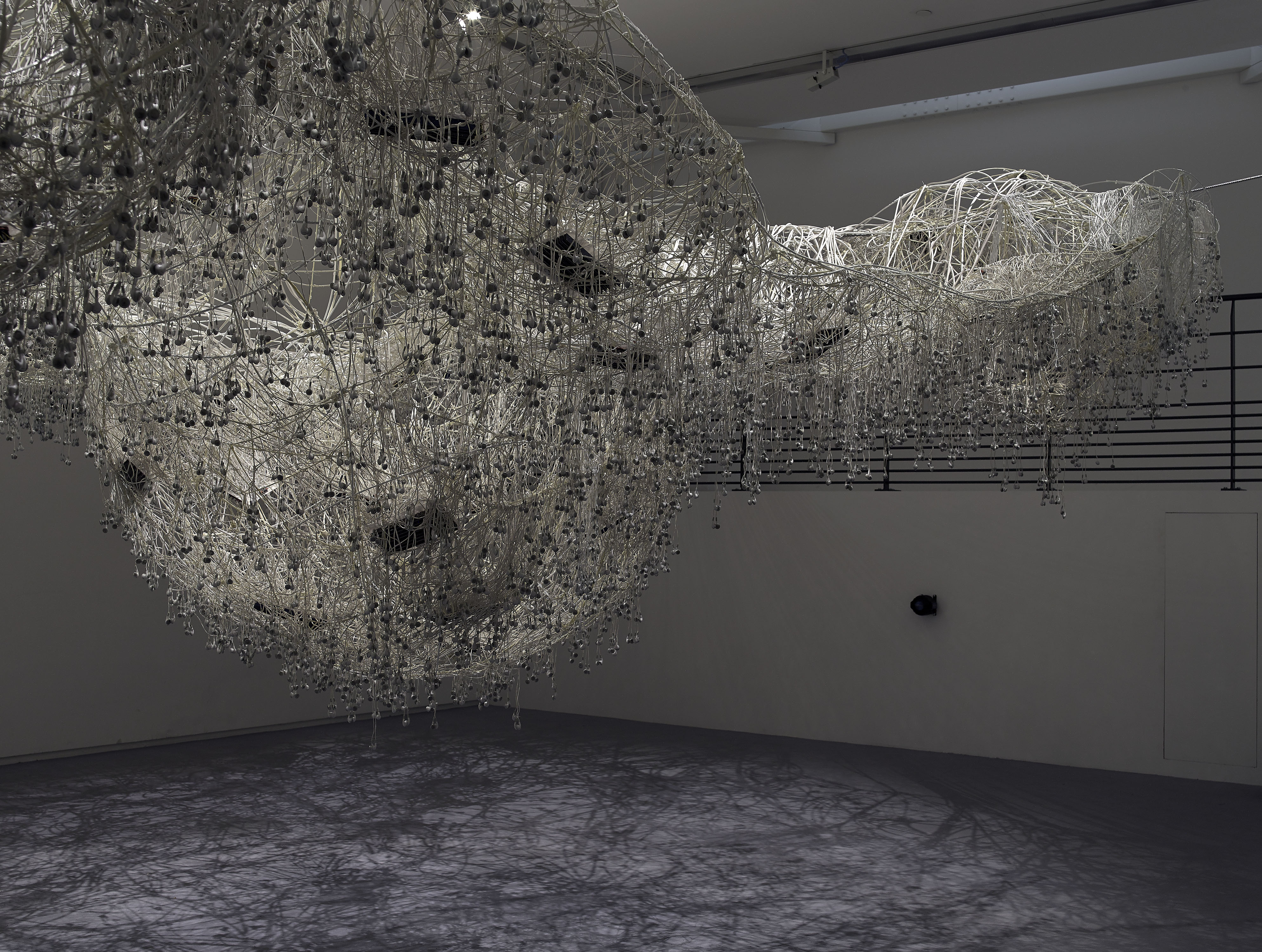
Thicket au Centre Pompidou, 2016 / Photo de Centre Pompidou

Maya Dunietz présente des expositions solos au Centre Pompidou, Paris (2018), au Frac Provence-Alpes-Côte d'Azur, Marseille (2018), au CCA Tel Aviv (2015), à La Galerie Cave Vague, à Los Angeles (2015), à The Artists Residence, Herzliya (2021). Sa prochaine exposition d’installations sonores ouvrira ses portes au Bemis Center for Contemporary Art à Omaha en 2022.
En 2017, elle est artiste invitée à la Cité internationale des arts à Paris. Son travail Thicket fait partie de la collection permanente du Centre Pompidou, Paris.
Voici une sélection de ses dernières expositions collectives : Airsculpture1 (2013), Arnolfini Center For Contemporary Arts, Bristol, curateur : Alastair Cameron, Friday (2011), On the Road to Nowhere, Ashdod Art Museum, Ashdod, curatrice : Dr Aya Lurie et What's the Connection between Kung-Fu and Ice-Cream? (2007), Hapzura, The Israeli Center for Digital Art, Holon, curateur : Eyal Danon.

## Performances
Les performances de Dunietz se constituent de divers formats et approches. Elles vont de légers gestes qui amplifient les règles d’une cérémonie dans une salle de concert (Six Waves, 2013) à des performances de participation de masse (Kebab, 2004). Elle crée des systèmes multimédia basés sur la localisation (Kurzstrecke, 2012 et Boom, 2014).
Ses performances sont présentées au Palais de Tokyo (Boom - projection vidéo, électronique, voix, piano 2014), à Ausland Berlin (Kurzstrecke - installation, performance et publication 2012), au Tectonics Festival Iceland - Harpa center (Open Mic Knight - installation and performance, 2012), à Hateiva (Chikos- collaboration avec Ariel Efraim Ashbel - performance, 2009). La nature et le médium de ses événements performatifs varient en fonction des circonstances.

## Répertoire
En tant que pianiste et chanteuse, Dunietz possède un vaste répertoire. Elle a participé aux premières mondiales des pièces de Erel Paz, Kiki Keren Hoss, Keren Rosenbaum, Dieter Schnebel - notamment son cycle de lieder Liebe - Leid (2013) composé pour elle, Alvin Curran et Ivana Kiss. Son répertoire comprend également des collaborations comme celles de son duo avec le pianiste John Tilbury (compositions pour deux pianos par Morton Feldman, Place King, Londres, 2012), le 21e siècle Ensemble et Noa Frenkel (N'Shima par Ianis Xenakis, Hateiva, Jaffa, 2014), Frank Denier et l'orchestre symphonique d'Islande dirigé par Ilan Volkov (Music for 13 de John Cage, festival Tectonics, 2012) et bien d’autres.

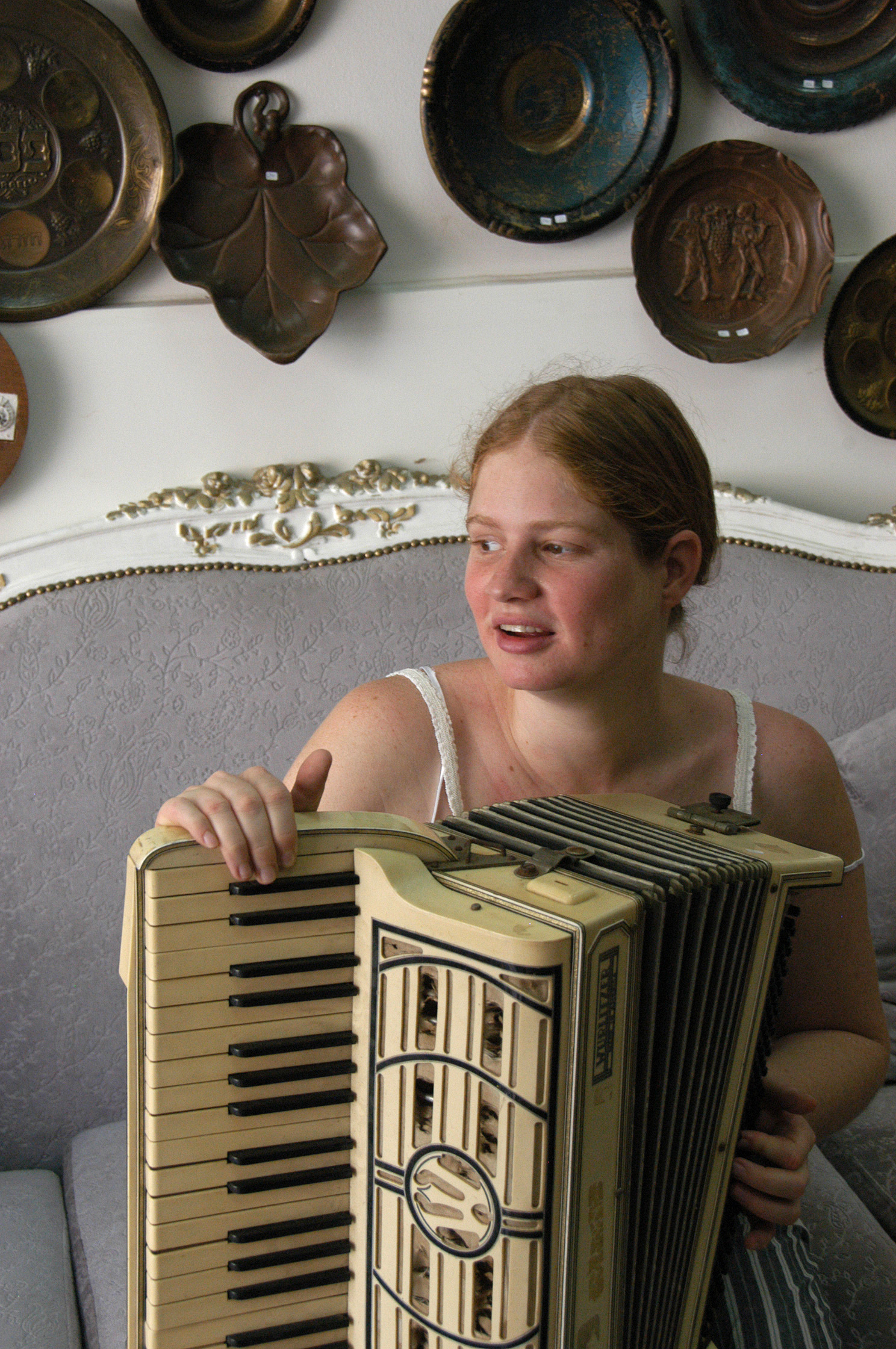
Maya Dunietz / Photo de Caroline Forbes

## Emahoy Tsegué-Maryam Guèbrou
En 2013, dans le cadre de la Saison de la Culture de Jérusalem, Dunietz initie et dirige un projet d'hommage à Emahoy Tsegué-Maryam Guèbrou. Le projet comprend la première publication des pièces pour piano de Guebrou, ainsi qu’une série de concerts, donnés par Dunietz et d’autres musiciens internationaux, présentant la quantité impressionnante de compositions connues d’Emahoy créées sur plus de 90 ans.
Dunietz donne des récitals de musique de Emahoy à travers le monde dans des lieux et festivals tels que : contre-courants du Festival (Glasgow), Festival Clandestino (Suède), Café Oto (Londres), Festival Tectonique (Oslo), Le Wulf (LA), Le Devinez Qui? Festival (Pays-Bas) et La Gaîté Lyrique (Paris).

## Revues de presse
En tant que musicienne, Dunietz reçoit des éloges du public et des critiques. Bien qu’elle ait une solide expérience en jazz et en musique classique, en funk, punk et rock, elle préfère l’inconnu et se lance dans des expériences musicales qui l'emmènent loin des courants populaires. Le prix en est un public plus limité. "Malgré son charisme et sa personnalité extravertie, il semble que... Dunietz ne vendra pas beaucoup de copies de son travail. Son style alternatif d'avant-garde ne lui achètera pas une grande popularité. Son engagement pour l'expérimentation musicale et l'absence de limites dans son travail ne mène pas au succès commercial, mais font certainement d'elle une immense promesse artistique" (Assaf Levanon, Haaretz). La tentative de caser Dunietz dans un style musical bétonné est vouée à l'échec. Elle est active dans le Jazz, le rock, le funk, la polka - à la fois classique et d'avant-garde, à la fois locale et internationale. Un célèbre critique musical, Ben Shalev, écrit à son sujet : "Free jazz ou standard, pop, salsa, blues, boogie woogie, musique classique moderne ou heavy metal - quel que soit l’univers musical, la jeune pianiste et chanteuse Maya Dunietz est comme à la maison". Nadav Holander (Maariv) a écrit après sa performance au Festival de Piano : « Maya marque définitivement le coup par son excellent récital en hommage aux grands pianistes américains du début du 20e siècle. Son travail de recherche abouti, sa maîtrise absolue de l’instrument et même son visage noirci font de cette performance un acte de clôture magistral. »
Son album d'improvisation en trio Cousin it a été reçu avec des citations comme « Dunietz,... l'une des musiciennes israélienne phare de la musique nouvelle et une pianiste unique en son genre, qui utilise toute l'histoire de l'improvisation du piano et peut citer le style de presque tous les grand pianiste de jazz de Cecil Taylor à Marilyn Crispell ou même Keith Jarrett. Son approche est avant-gardiste, et son jeu peut aussi être humoristique, tendre et abrasif post-moderne -. Une joueuse unique. Dunietz est l'une des voix primordiales de la scène alternative israélienne, capable d'improviser librement au piano et sur bien d'autres instruments vêtue de tenues art-rock, elle chante et dirige des chœurs. Elle est aussi douée d'un sens aigu de l'humour dadaïste ; son humour et son plaisir à repousser les limites caractérisent définitivement son jeu. »

## Distinctions
- Tel Aviv Municipality and Rabinovich Foundation - Givol Choir
- 2003 meilleure musique de film - Garinim - Acco Festival of Alternative Israeli Theatre

## Discographie
- 2005 Midnight Peacocks, It's a Brutal Machine, Earsay
- 2006 Habiluim, Bereavement and Failure, NMC
- 2006 Midnight Peacocks, Three, Earsay
- 2008 Harold Rubin, Yoni Silver, Maya Dunietz, Mono Musical Suite for Three Manic Musicians Levontin
- 2008 Boom Pam, Puerto Rican Nights, 8th Note
- 2009 Ori Mark, Don't Talk about Sex, 8th Note
- 2009 Itamar Rothschild, Itamar Rothschild, Hed Artzi
- 2011 Maya Dunietz, John Edwards, Steve Noble, Cousin It, Hopscotch Records
- 2012 Iancu Dumitrescu/Ana-Maria Avram, Live in Israel, Edition Modern
- 2013 Habiluim, Escalation Hora, independent release
- 2014 Alastor: The Book of Angels Vol. 21; Eyvind Kang
- 2014 Cheveu, BUM, Born Bad Records
- 2015 Voice Studies 18, My Dance The Skull
- 2016 Usurper with Alex Drool, Maya Dunietz, Eran Sachs and Ilan Volkov, Tutore Burlato
- 2017 Ghédalia Tazartès + Maya Dunietz,Schulevy Maker, Holotype Editions
- 2017 Maya Dunietz and Tom White, Summer Crash, Singing Knives
- 2021 Free The Dolphin, Raw Tapes
- 2021 Five Chilling Mammoths, independent release